# Колорадоцид
Колорадоцид — мікробіологічний інсектицид для захисту сільськогосподарських, лісових і лікарських культур від шкідників.

## Механізм дії
До складу препарату входять наступні компоненти:
- бактеріальні спори і Δ — ендотоксин культури Bacillus thuringiensis;
- термостабільний β-екзотоксин;
- інертні наповнювачі, які забезпечують збереження, змочування та стабільність.

Колорадоцид володіє бінарною дією. Дельта-ендотоксин активується в кишківнику шкідників і викликає його дисфункцію. Екзотоксин пригнічує синтез РНК в клітинах комах. У результаті дії препарату на комах, у тому числі і в сублетальних дозах, відбувається порушення метаморфозу, інгібуються процеси травлення, знижується плодючість самиць і життєздатність наступних поколінь. Масова загибель шкідників відбувається на 2-5-ту добу.

## Ефективність
Ефективно діє проти колорадського жука (личинки I-III віку), павутинного кліща, гусені капустяної совки, капустяного білана, капустяної молі, вогнівки, яблуневої та плодової молі, білана жилкуватого, листокруток, шовкопрядів, п'ядуна зимового, лучного метелика та інших шкідників.
Максимальний захисний ефект від застосування препарату досягається при обробці рослин в ранні строки розвитку шкідників (І-III стадії).
Відсутня резистентності комах до препарату.

## Безпека
- безпечний для людей, теплокровних тварин, птахів, риби, бджіл і навколишнього середовища (4-й клас шкідливості);
- не накопичується в рослинах і ґрунті;
- не впливає на зовнішній вигляд та смакові якості культури, що обробляється;
- можна застосувати в будь-яку фазу росту і розвитку рослин;
- швидко розкладається діюча речовини, що дозволяє застосування перед збиранням врожаю.

Офіційно підтверджений Organic Standard для використання в органічному землеробстві.